# Zita Schröder
Zita Schröder (Hardinxveld, 1996) is een Nederlands korfbalster. Ze speelt namens PKC in de hoogste Nederlandse competitie;  de Korfbal League. Ze won 5 Nederlandse en 4 Europese titels met PKC.
In 2022 werd zij verkozen tot Beste Korfballer van het Jaar.

## Begin
Schröder begon met korfbal bij Vriendenschaar (Hardinxveld). Hier doorliep ze de jeugdteams.

## PKC
In 2016, op 20-jarige leeftijd, besloot Schröder om over te stappen naar het naburige PKC uit Papendrecht.
In haar eerste seizoen, 2016-2017 was Detlef Elewaut de hoofdcoach van de ploeg en had zij nog niet direct een basisplaats in het team. Zo gingen de basisplaatsen in dit seizoen vaak naar internationals Nadhie den Dunnen, Suzanne Struik, Lara Boonstoppel en Maaike Steenbergen. Wel kreeg Schröder haar invalbeurten in het team.
In dit seizoen deed PKC iets bijzonders in het zaalseizoen;  het verloor namelijk in de reguliere competitie geen enkele wedstrijd. Ongeslagen ging de ploeg de play-offs in. De tegenstander was de als nummer 4 geplaatste AKC Blauw-Wit. In de best-of-3 serie verloor PKC en liep het de finale mis. 
Iets later, in het veldseizoen, eindige PKC als 1e in Poule B. Hierdoor kwam het uit tegen LDODK in de kruisfinale. In deze belangrijke wedstrijd kreeg Schröder wel een basisplaats. PKC verloor de wedstrijd echter met 18-22, waardoor het ook de veldfinale mis liep.
In seizoen 2017-2018 was Lara Boonstoppel overgestapt naar concurrent TOP. Hierdoor kreeg Schröder een vaste basisplaats.
In dit zaalseizoen had PKC wederom een sterk regulier seizoen. De ploeg ging, net als het jaar ervoor, als nummer 1 de play-offs in. Dit maal was de tegenstander het Delftse Fortuna. Ook nu verloor PKC de best-of-3 serie.
Iets later, in de veldcompetitie, kon PKC alsnog sportieve wraak nemen. Zo versloeg PKC in de kruisfinale Koog Zaandijk met 26-16 en kwam het Fortuna tegen in de veldfinale. PKC won de finale met 20-17, waardoor het Nederlands veldkampioen was.
Aangezien PKC de veldkampioen van 2018 was, deed het mee aan de Supercup, een wedstrijd tussen de Nederlandse en Belgische veldkampioen. PKC trad aan tegen Kwik en won de wedstrijd met 28-14.
Seizoen 2018-2019 startte voor PKC met een nieuwe hoofdcoach. PKC had na 2 jaar gebroken met Detlef Elewaut en Daniël Hulzebosch aangesteld als nieuwe oefenmeester. In dit zaalseizoen lukt het PKC om de zaalfinale te halen (door in de play-offs makkelijk te winnen van LDODK). In de zaalfinale was Fortuna de tegenstander in het Ziggo Dome. Fortuna won de wedstrijd met 21-19.
Iets later, in de veldcompetitie, wilde PKC de veldtitel prolongeren. PKC werd 1e in Poule B en kwam DOS'46 tegen in de kruisfinale. PKC verloor de wedstrijd met 20-14, waardoor het onttroond werd als veldkampioen.
Seizoen 2019-2020 werd een gek jaar, sportief gezien. PKC had op de eerste helft van de veldcompetitie alle wedstrijden gewonnen en in de zaal stond het na 17 wedstrijden op de eerste plek.
Toen werd in april 2020 alle competities stilgelegd vanwege de coronapandemie. Dit seizoen werd niet meer uitgespeeld.
Na dit seizoen besloot coach Hulzebosch te stoppen bij PKC.
Seizoen 2020-2021 startte met 2 nieuwe hoofdcoaches bij PKC, namelijk Wim Scholtmeijer en Jennifer Tromp. Vanwege de coronapandemie was de zaalcompetitie anders ingedeeld en opgezet.
In plaats van 1 waren er nu 2 play-off rondes. PKC was in de 10 reguliere wedstrijden ongeslagen en trof in de eerste play-off ronde DVO. PKC won de best-of-3 serie in 2 wedstrijden, waardoor het ongeslagen door ging naar de tweede play-off ronde. In deze ronde was TOP de tegenstander. TOP won de eerste wedstrijd, maar PKC won de 2 volgende wedstrijden, waardoor het zichzelf plaatste voor de zaalfinale. In de zaalfinale was, net als in 2019, Fortuna de tegenstander. PKC won de wedstrijd met 22-18, waardoor het Nederlands zaalkampioen werd.
De veldcompetitie van dit seizoen werd niet meer uitgespeeld vanwege corona.
In seizoen 2021-2022 waren Fortuna en PKC wederom de zaalfinalisten. Dit maal won Fortuna de finale met 22-21, waardoor PKC onttroond was als zaalkampioen.
In de veldcompetitie stond PKC ook in de finale, aangezien het LDODK had verslagen in de kruisfinale. In de finale was DVO de tegenstander. PKC won de finale met 24-23 en was zodoende weer de Nederlands veldkampioen.
Voor Schröder was er dit seizoen ook individueel succes. Zo werd zij aan het eind van het seizoen genomineerd voor Beste Speelster van Nederland. Schröder won de prijs.
In seizoen 2022-2023 begon PKC in een favorietenrol. De ploeg was in de beginfase van de Korfbal League het sterkste van alle ploegen. In januari 2023 mocht de ploeg zijn kwaliteit laten zien in een vernieuwde opzet van de Europacup, namelijk de Korfball Champions League. PKC versloeg in de halve finale de Belgische zaalkampioen Floriant met 21-13, waardoor het zich plaatste voor de finale. In deze finalestrijd won PKC van de Nederlandse zaalkampioen Fortuna met 19-10 waardoor het de eerste Champions League winnaar was.
In de eigen competitie zette PKC de goede lijn door en stond na de 18 reguliere speelrondes op plek 1 met 30 punten. In de play-off serie moest PKC aantreden tegen het als nummer 4 geplaatste LDODK. In deze best-of-3 serie won PKC in 2 wedstrijden en plaatste zich zodoende voor de 4e zaalfinale op rij. Dit maal was DVO de tegenstander. In de zaalfinale was PKC al snel te sterk en won het met duidelijke cijfers, 33-20. Hiermee pakte PKC ook een record, want het was nog nooit eerder gebeurd in de geschiedenis van de Korfbal League dat een ploeg boven de 30 goals maakte.
Iets later, in de veldcompetitie, deed PKC ook goede zaken. Zo stond de ploeg na de reguliere competitie bovenaan de Ereklasse B. Hierdoor had de ploeg zich geplaatst voor de kruisfinale. In de kruisfinale won PKC met 17-15 van LDODK, waardoor het zich voor het tweede jaar op rij plaatste voor de veldfinale. In de finale was Fortuna de tegenstander en PKC won de wedstrijd met 18-13, waardoor het de veldtitel prolongeerde.
In het volgende seizoen (2023-2024) werd het wederom en sterk seizoen voor PKC. In de zaalcompetitie won PKC 15 van de 18 wedstrijden en stond na de reguliere competitie op de 1e plek. Zodoende ging PKC als favoriet de play-off serie in. In de best-of-3 serie was KZ de tegenstander, de ploeg die als 4e eindigde in de competitie. PKC won in 2 wedstrijden, waardoor het zich plaatste voor de zaalfinale in Ahoy. Net als in het seizoen ervoor was DVO de tegenstander in Ahoy. In deze zaalfinale gaf DVO PKC meer partij, maar ook nu wist PKC de wedstrijd te winnen (23-21). Hierdoor wist PKC hun zaaltitel te prolongeren. Iets later, in de veldcompetitie, plaatste PKC ongeslagen zichzelf voor de kruisfinale. Hier was Fortuna de tegenstander en die bleek een maatje te groot, PKC verloor de kruisfinale met 12-11.
Seizoen 2024-2025 zou een bijzonder seizoen worden voor PKC. De ploeg, als titelhouder, begon de competitie wat rommelig. Ploegen zoals DVO, Fortuna en LDODK hadden zich al een tijdje voor de play-offs van de Korfbal League geplaatst en PKC moest met AKC Blauw-Wit uitmaken welke ploeg het laatste play-off ticket zou krijgen. Het kwam aan op de laatste speelronde en PKC verzekerde zich op het nippertje van het laatste play-off plaatsje. Zodoende ging PKC als nummer 4 de play-offs in en moest het daardoor opnemen tegen de nummer 1 van de reguliere competitie, DVO. In de best-of-3 serie won PKC overtuigend in 2 wedstrijden waardoor het (tegen de verwachtingen in) zich alsnog plaatste voor de zaalfinale, voor de 7e keer op rij. In de zaalfinale was Fortuna de tegenstander en PKC won de finale met 21-17, mede dankzij een sterk optreden van Jorien Jordaan. Hierdoor was PKC voor het 3e jaar op rij de zaalkampioen.
Iets later, in de veldcompetitie stond PKC ook in de finale. In de finale was DOS'46 de tegenstander. De finale eindigde in 19-19 gelijkspel en ook na verlenging was er geen winnaar. De finale werd besloten via strafworpen, waarbij DOS'46 de wedstrijd won.

## Oranje
In mei 2023 werd Schröder door bondscoach Jan Niebeek toegevoegd aan de selectie van het Nederlands korfbalteam.
Schröder won goud op de volgende internationale toernooien:
- WK 2023

In April 2025 maakte bondscoach Ard Korporaal bekend dat Schröder niet meer in de selectie van Oranje zat.

## Erelijst
- Nederlands kampioen veldkorfbal, 3× (2018, 2022, 2023)
- Nederlands kampioen zaalkorfbal, 4× (2021, 2023, 2024, 2025)
- Supercup kampioen veldkorfbal, 3× (2016, 2018, 2022)
- Korfbalster van het Jaar, 1× (2022)
- Champions League kampioen zaalkorfbal, 3× (2023, 2024, 2025)